# 阿波洛 (拉巴斯省)
阿波洛（Apolo）是玻利維亞拉巴斯省境內的聚居地，位於該國西部，距離首府拉巴斯418公里，海拔高度1,382米，每年平均降雨量約1,333毫米，2010年人口2,686。
14°43′12″S 68°30′14″W / 14.72000°S 68.50389°W